# جوشنیتسا
جوشنیتسا (به صربی: Đušnica) یک منطقهٔ مسکونی در صربستان است که در پروکوپلیه واقع شده‌است. جوشنیتسا ۵۹ نفر جمعیت دارد.